# Sint Anna ter Muiden

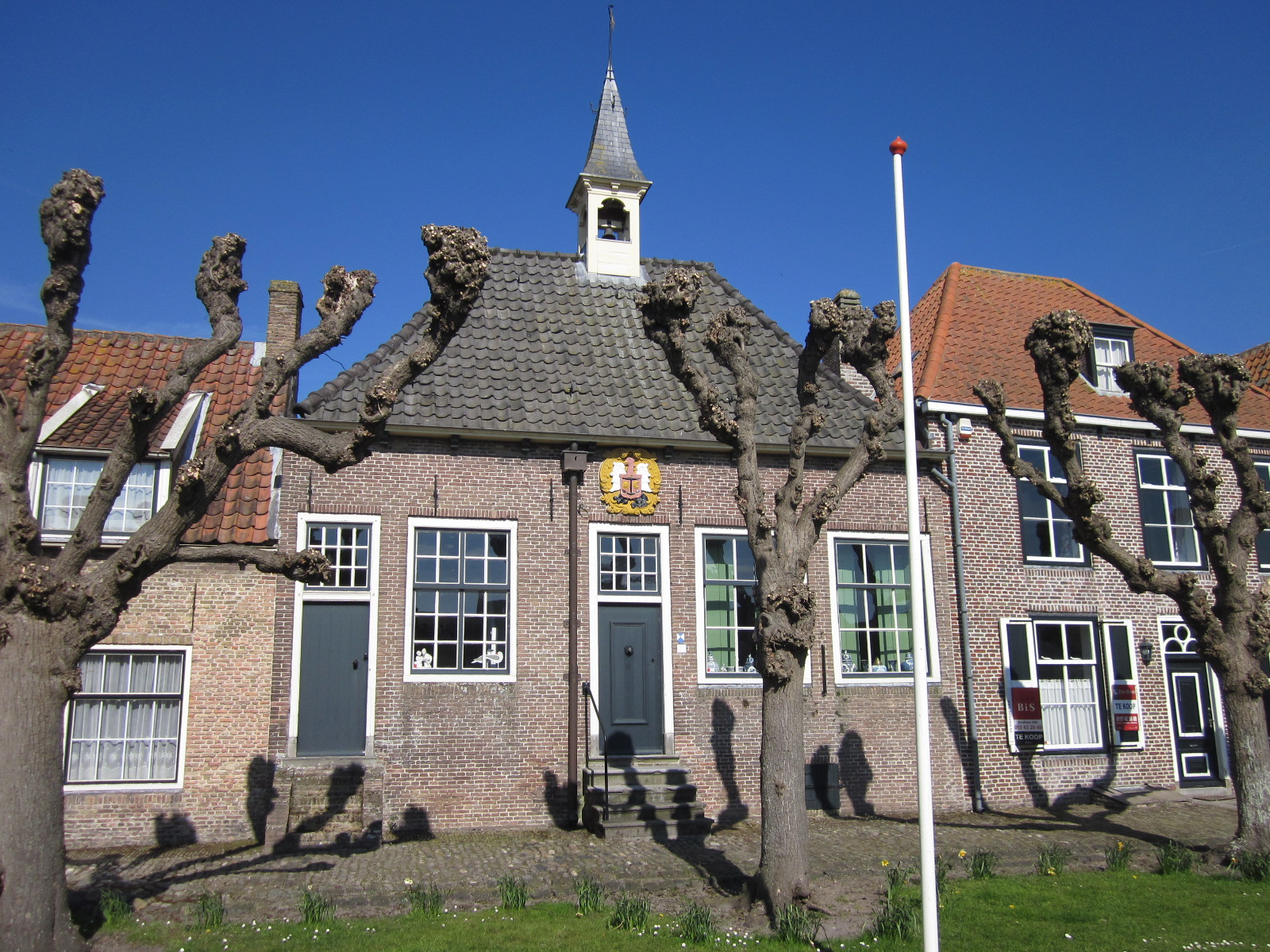
Sint Anna ter Muiden: l'ex-municipio, edificio classificato come rijksmonument

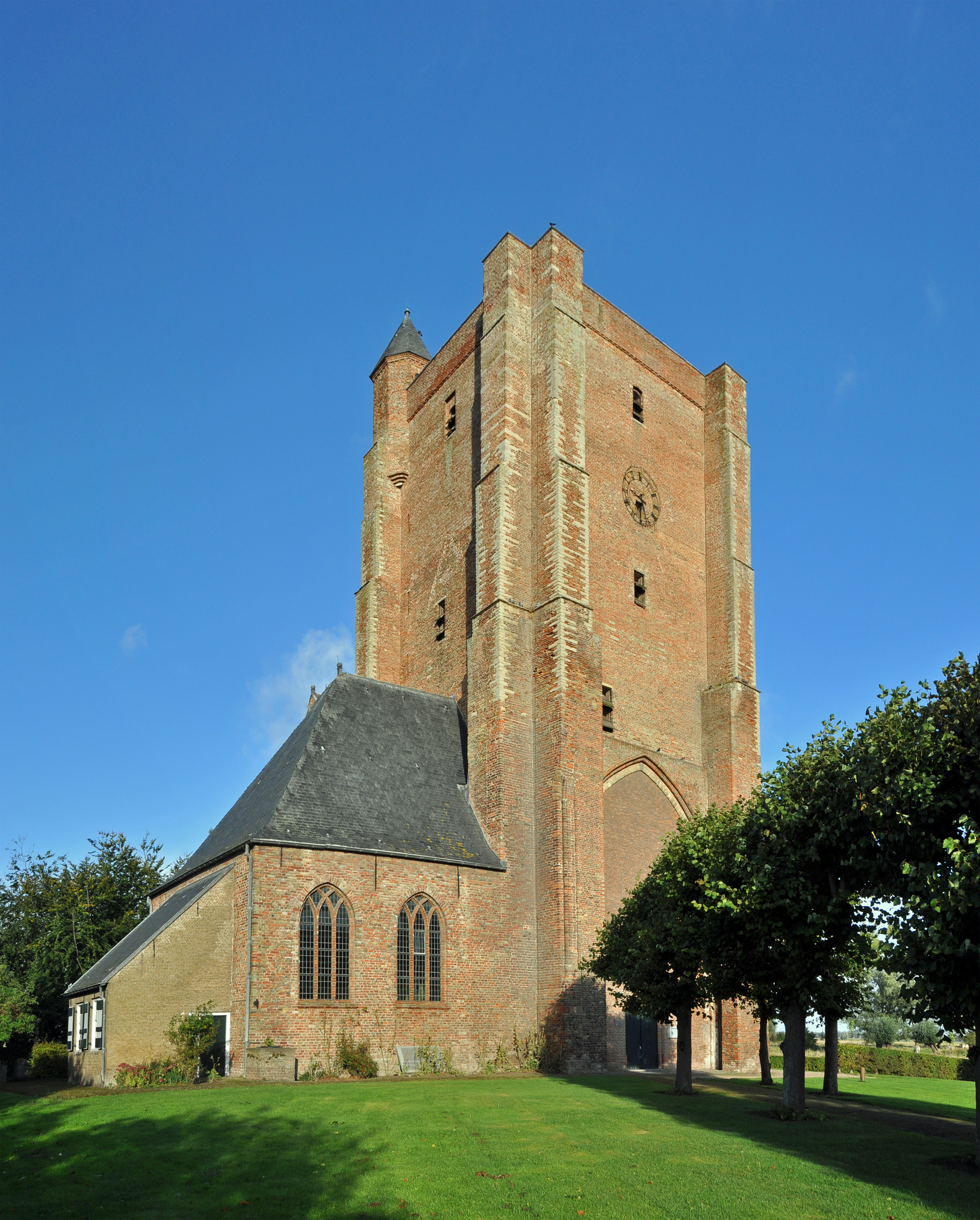
Sint Anna ter Muiden: la chiesa riformata

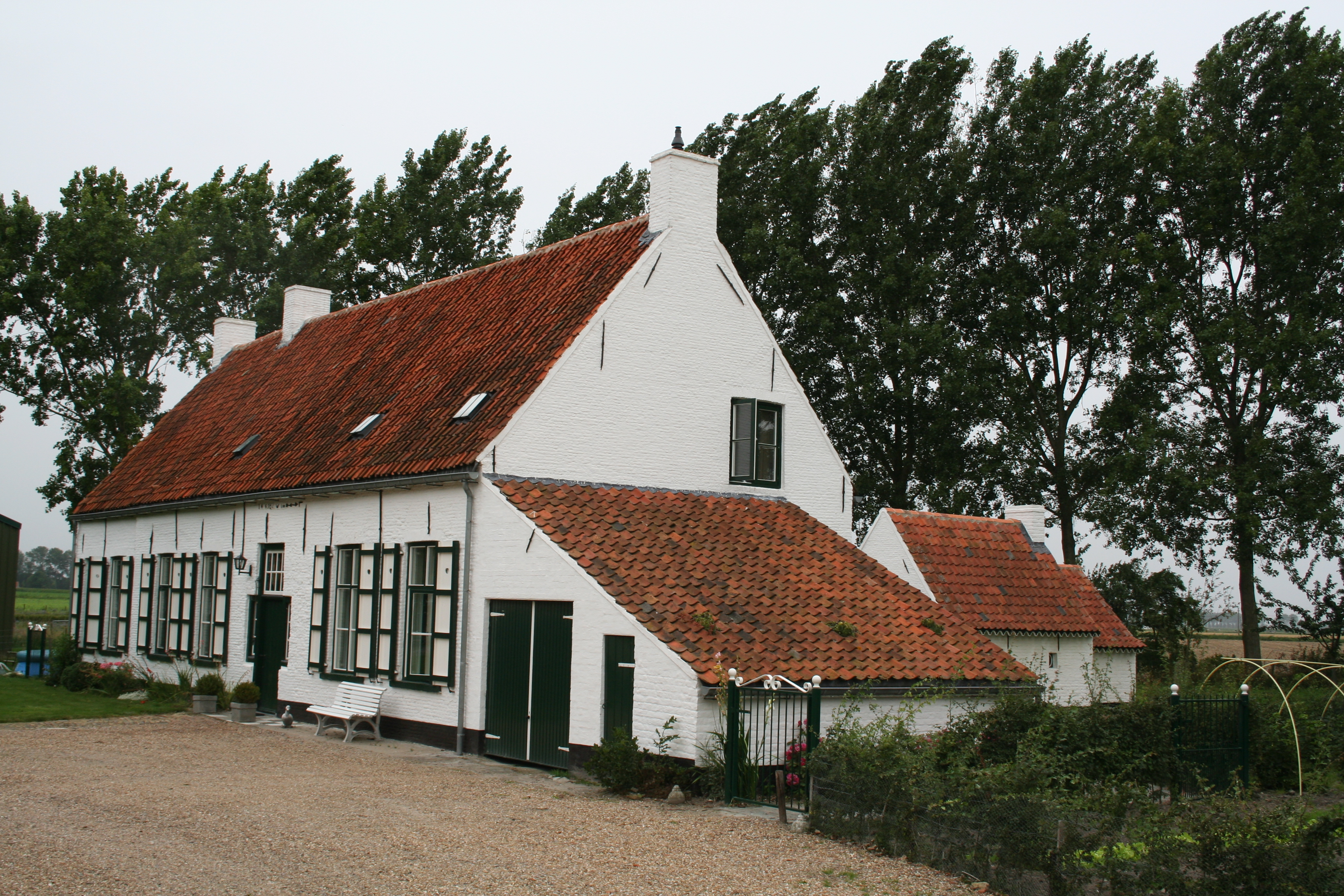
Altro edificio classificato come rijksmonument a Sint Anna ter Muiden

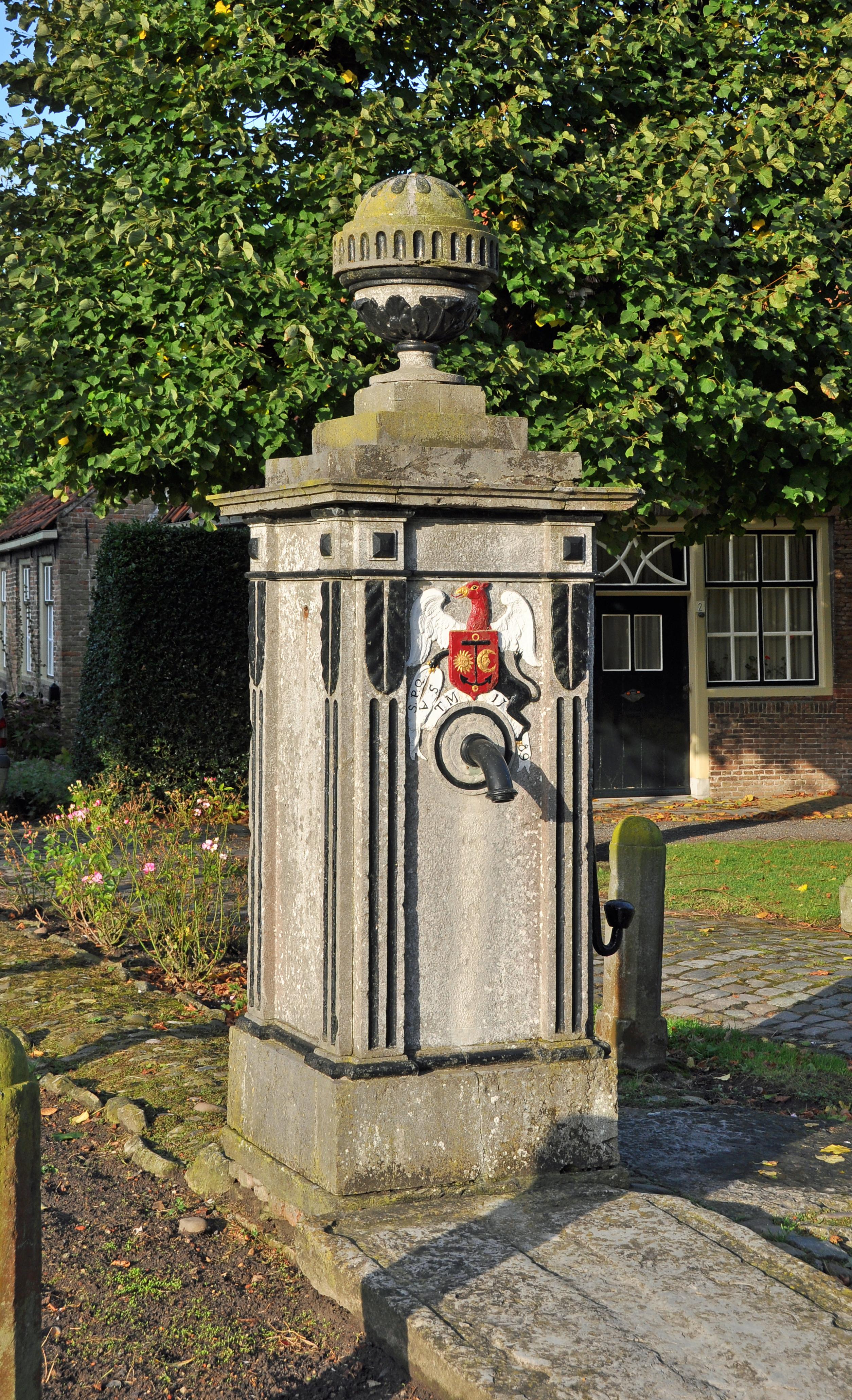
La pompa di St Anna ter Muiden

Sint Anna ter Muiden (in fiammingo occidentale: (Sint)-Anna-ter-Mu; 50 ab. circa) è una cittadina della provincia della Zelanda, nel sud-ovest dei Paesi Bassi, situata nella regione delle Fiandre zelandesi, lungo il confine con il Belgio; dal punto di vista amministrativo si tratta di un ex-comune, ora appartenente alla municipalità di Sluis. È la località più occidentale dei Paesi Bassi e concorre con altre località per il titolo di più piccola città del Paese
In passato fu un'importante località portuale (ora si trova lontana dalla costa), in particolare come avamporto di Bruges (XIII-XIV secolo), facendone una delle più importanti località della regione geografica delle Fiandre zelandesi.

## Etimologia
Il toponimo Sint Anna ter Muiden, attestato in passato come Muden, Muda (1273), Ter Mude (1334), Ter Muiden, Sint Anne ter Muiden e S. Anna ter Muiden (1747), deriva, per la sua seconda parte, dal fatto che la località si trovava un tempo lungo l'estuario (in olandese: monding) del Sincfala, Budanvliet e Reigersvliet. Al toponimo fu aggiunto solo in seguito il nome del patrono locale, Sant'Anna.

## Geografia fisica

### Collocazione
Sint Anna ter Muiden si trova nell'estremità sud-occidentale dei Paesi Bassi, a circa 8 km a sud di Cadzand e circa 2 km a nord-ovest di Sluis e dista appena 8,5 dalla località belga di Knokke-Heist.

## Società

### Evoluzione demografica
Al censimento del 2010, Sint Anna ter Muiden contava una popolazione pari a 50 abitanti (corrispondente a 155 abitanti per km²), pressoché equamente ripartiti tra uomini e donne.
Il 37% della popolazione era costituito da persone comprese nella fascia d'età tra i 45 e i 65 anni.
Il numero degli abitanti è rimasto invariato rispetto al 2007, 2008 e 2009, quando non si registrarono né nascite, né decessi tra la popolazione locale.

## Storia
Nel 1241 fu concesso alla località lo status di città, concessole da Tommaso di Savoia e Giovanna da Costantinopoli.
Nel XIV secolo, il porto si insabbiò e la località perse la sua importanza come avamporto di Bruges.
Nel 1840, il comune di Sint Anna ter Muiden contava 272 abitanti e 49 abitazioni.
Nel 1880 la località cessò di essere un comune indipendente e divenne parte del territorio comunale di Sluis.
Nel 1995, Sint Anna ter Muiden fu inclusa nel comune di Sluis-Aardenburg.
Nel 2003, tornò a far parte del comune di Sluis.

## Stemma
Lo stemma di Sint Anna ter Muiden reca un'ancora nera su sfondo rosso, con, al lato sinistro, un piccolo sole dorato e, al lato destro, una piccola luna dorata.
Lo stemma è attestato a partire dal XVI secolo e ricorda il passato marinaresco della località.

## Architettura
La località conta 48 edifici classificati come rijksmonumenten.

### Edifici d'interesse

#### Municipio
L'ex-municipio di Sint Anna ter Muiden si trova al nr. 12 di Marktplein e risale al 1655.

#### Chiesa riformata
A Sint Anna ter Muiden si trova anche una chiesa riformata risalente al 1653, ma che presenta un campanile databile intorno al XIV secolo.

#### Pompa
A Sint Anna ter Muiden si trova inoltre una pompa monumentale in stile Luigi XIV risalente al 1789.

## Sint Anna ter Muiden nell'arte
La località è ritratta nei seguenti dipinti:
- Sint Anna ter Muiden, Weiden am Bach di Paul Baum[12]
- Rathaus in St. Anna di Paul Baum[13]

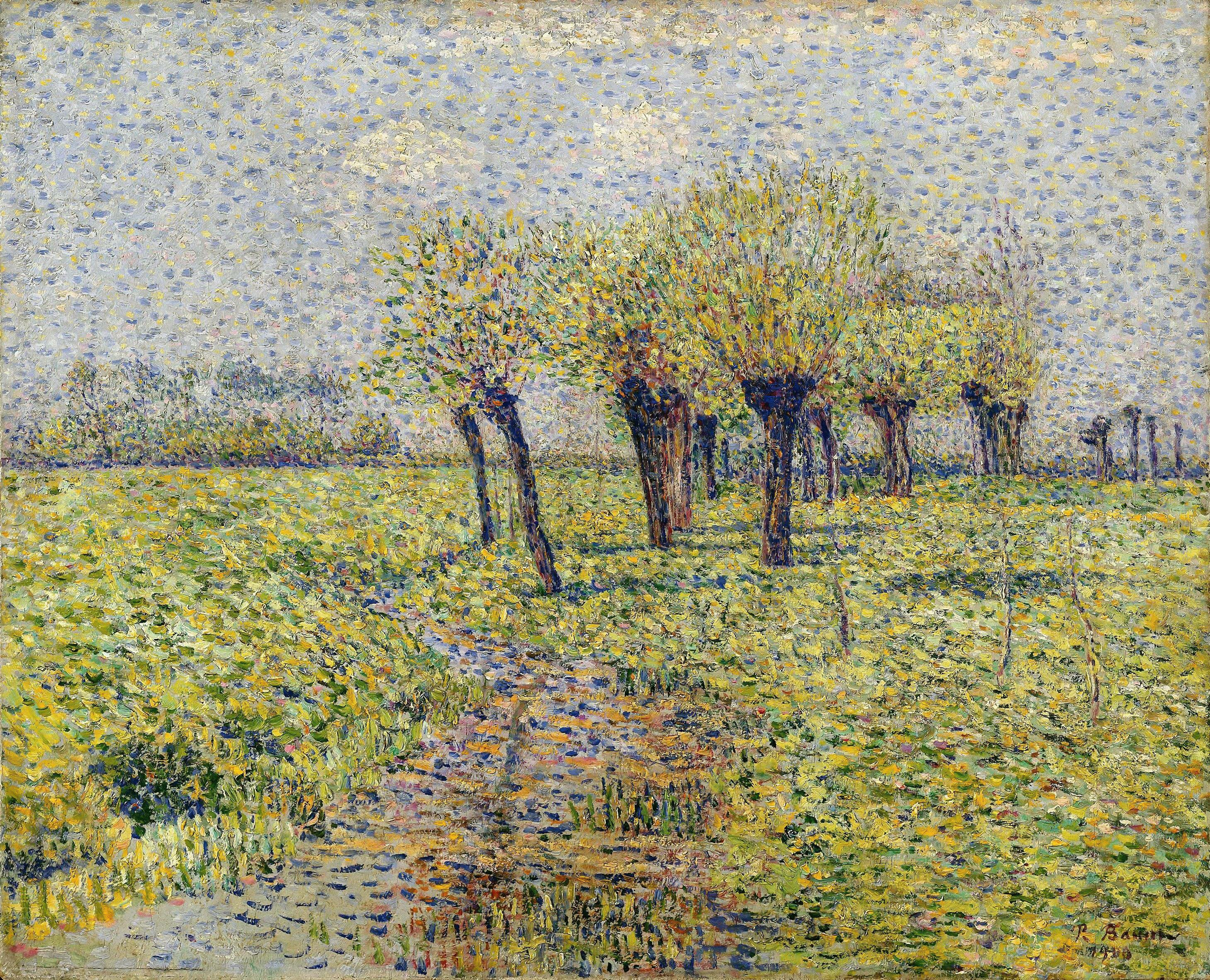
Sint Anna ter Muiden, Weiden am Bach di Paul Baum
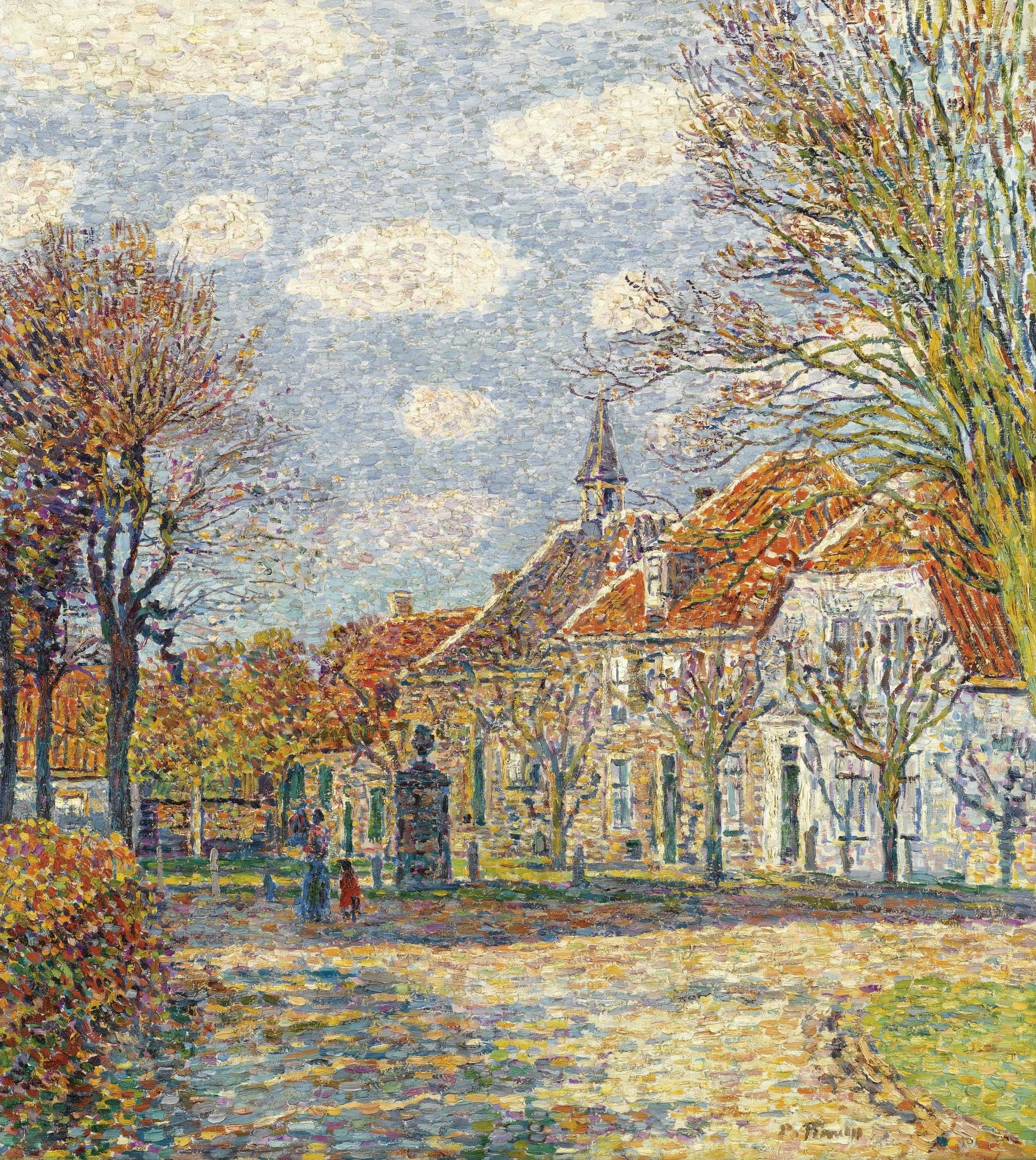
Rathaus in St. Anna di Paul Baum